# Красноказарменная площадь
Красноказа́рменная площа́дь (до 1975 года — Больша́я Красноказа́рменная площа́дь, в начале XX века — плац Кра́сных Каза́рм) — площадь в Юго-Восточном административном округе города Москвы на территории района Лефортово.

## История
Площадь получила современное название в 1975 году, до этого называлась Больша́я Красноказа́рменная площа́дь (в противопоставление Малой Красноказарменной площади, располагавшейся по другую сторону Красноказарменной улицы, перед нынешним Лефортовским парком), а в начале XX века — плац Кра́сных Каза́рм. И современное, и исторические названия связаны с близостью к Красноказарменной улице, в свою очередь названной по первоначальному цвету стен казарм, занимавших здания служб бывшего Екатерининского дворца и выстроенных из красного кирпича.

## Расположение
Красноказарменная площадь расположена на левом берегу реки Яузы, вытянута с юга на северо-восток и ограничена с северо-востока Красноказарменной улицей (проходит с юго-востока на северо-запад), с востока — одним из корпусов Общевойсковой академии Вооружённых Сил Российской Федерации (здание бывшего манежа Алексеевского военного училища) и Волочаевской улицей (проходит с севера на юг, пересекает северную часть площади), с запада — Третьим транспортным кольцом (проходит с севера на юг), с северо-запада — Красноказарменной набережной (проходит с юго-запада на северо-восток). К южной части площади с юго-востока примыкает Танковый проезд, с юго-запада — Слободской переулок. В северной части площади, у Красноказарменной улицы, установлен памятник Петру I и его сподвижнику Францу Лефорту.

## Примечательные здания и сооружения
- Памятник Петру I и Лефорту — в северной части площади.

## Транспорт
На площади находится конечная остановка автобусов маршрута 024, 125, а также остановка маршрута 730 и разворотное трамвайное кольцо, там же разворачиваются автобусные маршруты 024 и 125. Также через площадь проходят трамвайные маршруты 4, 32, 43.